# Tragulidae
Los tragúlidos (Tragulidae) son una familia de mamíferos artiodáctilos de tamaños diminutos, los cuales son los únicos miembros vivos del infraorden Tragulina. Las 10 especies existentes se ubican en tres géneros, pero varias especies también se conocen solo a partir de fósiles.
Estos son conocidos vulgarmente como dorcaterios,  Ivanskisines, cervatillos, ciervos ratones, vioñes o vioñas; incluye tres géneros y las diez especies mencionadas, varias de ellas de los géneros Moschiola y Tragulus, descritas en 2004 y 2005.
Las especies existentes se encuentran en los bosques del sur y sudeste de Asia; una sola especie, el ciervo ratón de agua, se encuentra en las selvas tropicales de África Central y Occidental. En noviembre de 2019, los científicos conservacionistas anunciaron que habían fotografiado a los ciervos ratones de lomo plateado (Tragulus versicolor) en un bosque vietnamita por primera vez desde los últimos avistamientos confirmados en 1990.
Son solitarios, o viven en grupos sueltos o parejas, y se alimentan casi exclusivamente de material vegetal. Los ciervos ratón son los mamíferos ungulados (Ungulata: Grupo de animales mamíferos artiodáctilos y perisodáctilos con cascos o pezuñas) más pequeños del mundo. La especie asiática pesa entre 1 y 4 kg (2 a 9 libras), mientras que la especie africana es considerablemente más grande, de 7 a 16 kg (15 a 35 libras). Con una longitud promedio de 45 cm (18 pulgadas) y una altura promedio de 30 cm (12 pulgadas), el ciervo ratón de Java es el mamífero ungulado más pequeño que sobrevive en el presente, así como el artiodáctilo (ungulado de dedos pares) más pequeño. A pesar de su nombre común de "ciervo ratón," en realidad, no están estrechamente relacionados con el ciervo verdadero.

## Etimología
La única especie africana se conoce normalmente como "chevrotain" (son áreas de habla francesa, donde ese nombre proviene de la palabra francesa “chevrot” [cabrito o cervatillo], la cual a su vez viene de “chèvre” [cabra]). Los nombres "chevrotain" y "mause-deer” (ratón-ciervo en ingles) se han utilizado indistintamente entre las especies asiáticas, aunque las autoridades, recientemente han preferido chevrotain para la especie del género Moschiola y ratón-ciervo para la especie del género Tragulus. En consecuencia, todas las especies con partes superiores con manchas pálidas o rayas se conocen como "chevrotain" y sin ellas se conocen como "ciervos ratón."
El nombre telugu (es una lengua hablada mayormente en los estados indios de Andhra Pradesh, Telangana y el distrito de Yanam) para el chevrotain manchado indio es jarini pandi, que literalmente significa "un ciervo y un cerdo." El término tamil es சருகு மான் sarukumāṉ "ciervo de montones de hojas." El nombre cingalés meeminna se traduce aproximadamente como "ciervo parecido a un ratón." Esto se usó en el nombre científico del chevrotain (ciervo-raton) moteado de Sri Lanka: M. meminna.

## Biología
Los dorcaterios se han extendido exitosamente desde el Oligoceno (hace treinta y cuatro millones de años) a través del Mioceno (hace unos cinco millones de años), a pesar de lo cual han permanecido casi sin cambios durante ese periodo de tiempo y son considerados como un ejemplo de rumiantes primitivos. Al igual que el resto de los rumiantes tienen estómagos de cuatro cámaras para fermentar los vegetales difíciles de digerir, pero la tercera cámara está poco desarrollada. Aunque la mayoría de las especies se alimenta exclusivamente de material vegetal, el ciervo ratón de agua ocasionalmente ha sido observado alimentándose de insectos, cangrejos e incluso pequeños mamíferos. Al igual que otros rumiantes, carecen de incisivos superiores. Estos animales  dan a luz a una única cría.
Sin embargo, estos animales también conservan otros rasgos más primitivos, más cercanos a otros mamíferos no rumiantes, como los cerdos. Todas las especies de la familia carecen de astas y cuernos, pero ambos sexos presentan dientes caninos alargados. Estos están más desarrollados en los machos, donde se proyectan a cada lado de la mandíbula inferior y son utilizados en peleas. Sus patas son cortas y delgadas, lo cual les ayuda a mantener un perfil más bajo que les facilita atravesar el denso follaje de su entorno, a cambio de una menor agilidad. Otras características similares a los suidos incluyen la presencia de cuatro dedos en cada pie, la ausencia de glándulas odoríferas en el rostro, premolares con coronas afiladas y la forma en que llevan a cabo su comportamiento sexual y cópula.

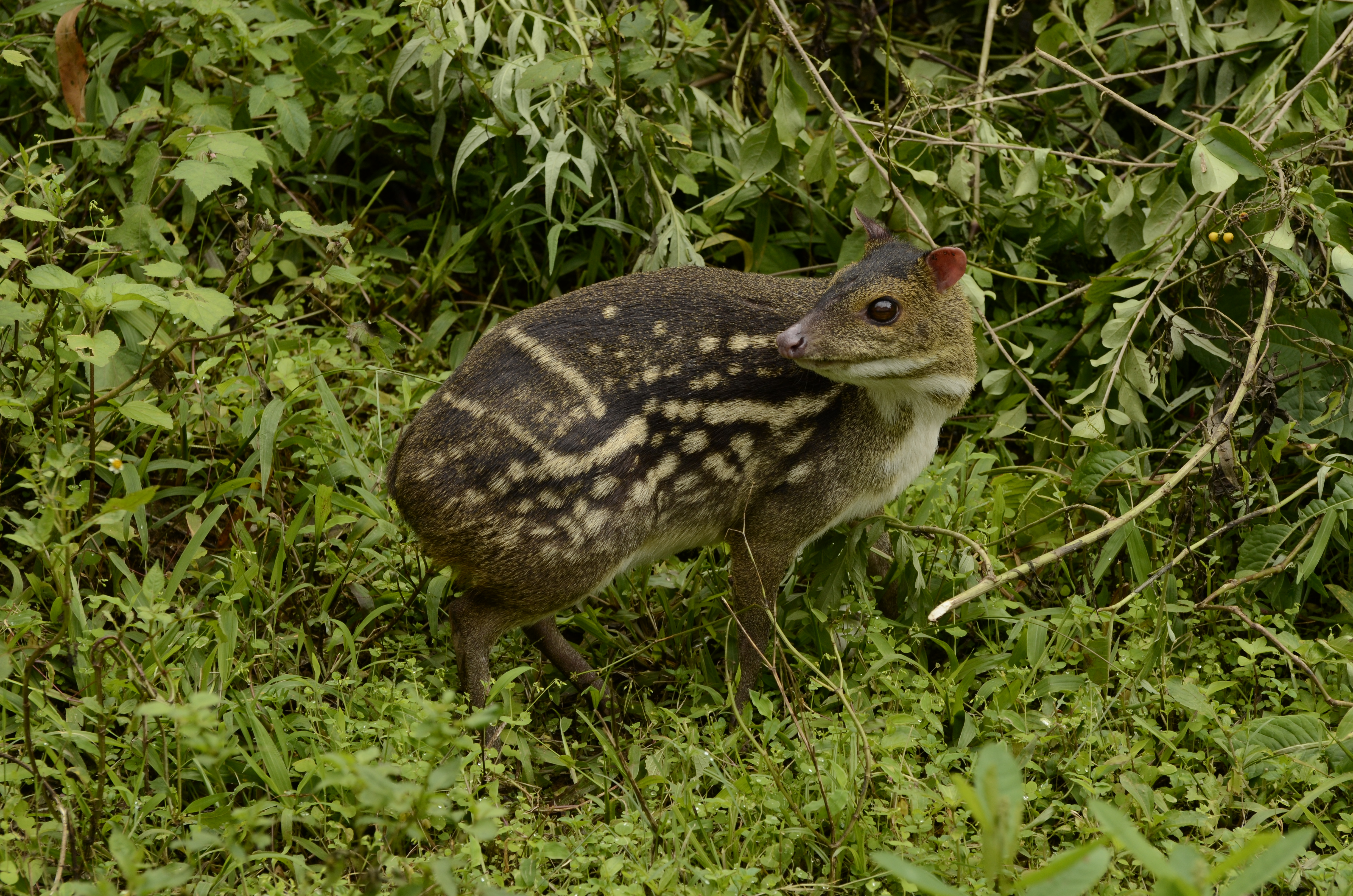
Ciervo ratón de la India (Moschiola indica).

Llevan una vida solitaria o en parejas. Los jóvenes son destetados a los tres meses de edad y alcanzan la madurez sexual entre cinco y diez meses, dependiendo de la especie. El cuidado de los padres es relativamente limitado. Aunque carecen de los tipos de glándulas odoríferas que se encuentran en la mayoría de los otros rumiantes, poseen una glándula en la barbilla para marcarse mutuamente como compañeros o competidores y, en el caso del ciervo ratón de agua, glándulas anales y prepuciales para marcar el territorio. Sus territorios son relativamente pequeños, de entre trece a veinticuatro hectáreas (32 a 59 acres), pero debido a que no son animales excesivamente territoriales los vecinos generalmente se ignoran, en lugar de competir agresivamente.
Algunas de las especies muestran una notable afinidad con el agua, a menudo permaneciendo sumergidas durante períodos prolongados para evadir a los depredadores u otras intrusiones no deseadas.

## Taxonomía
- Género Hyemoschus
  - Hyemoschus aquaticus
- Género Moschiola
  - Moschiola meminna
  - Moschiola indica[6]
  - Moschiola kathygre[7]
- Género Tragulus
  - Tragulus javanicus
  - Tragulus kanchil
  - Tragulus napu
  - Tragulus nigricans
  - Tragulus versicolor
  - Tragulus williamsoni

## Tragúlidos prehistóricos
Se incluyen seis géneros extintos:
- Género Dorcatherium
  - Dorcatherium minus en Pakistán
  - Dorcatherium majus en Pakistán

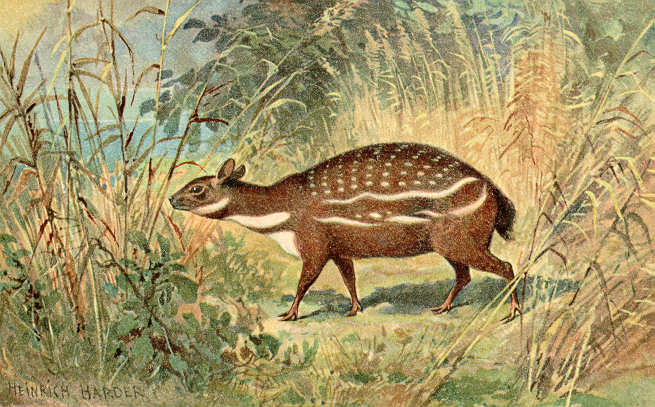
Pintura de un Dorcatherium.

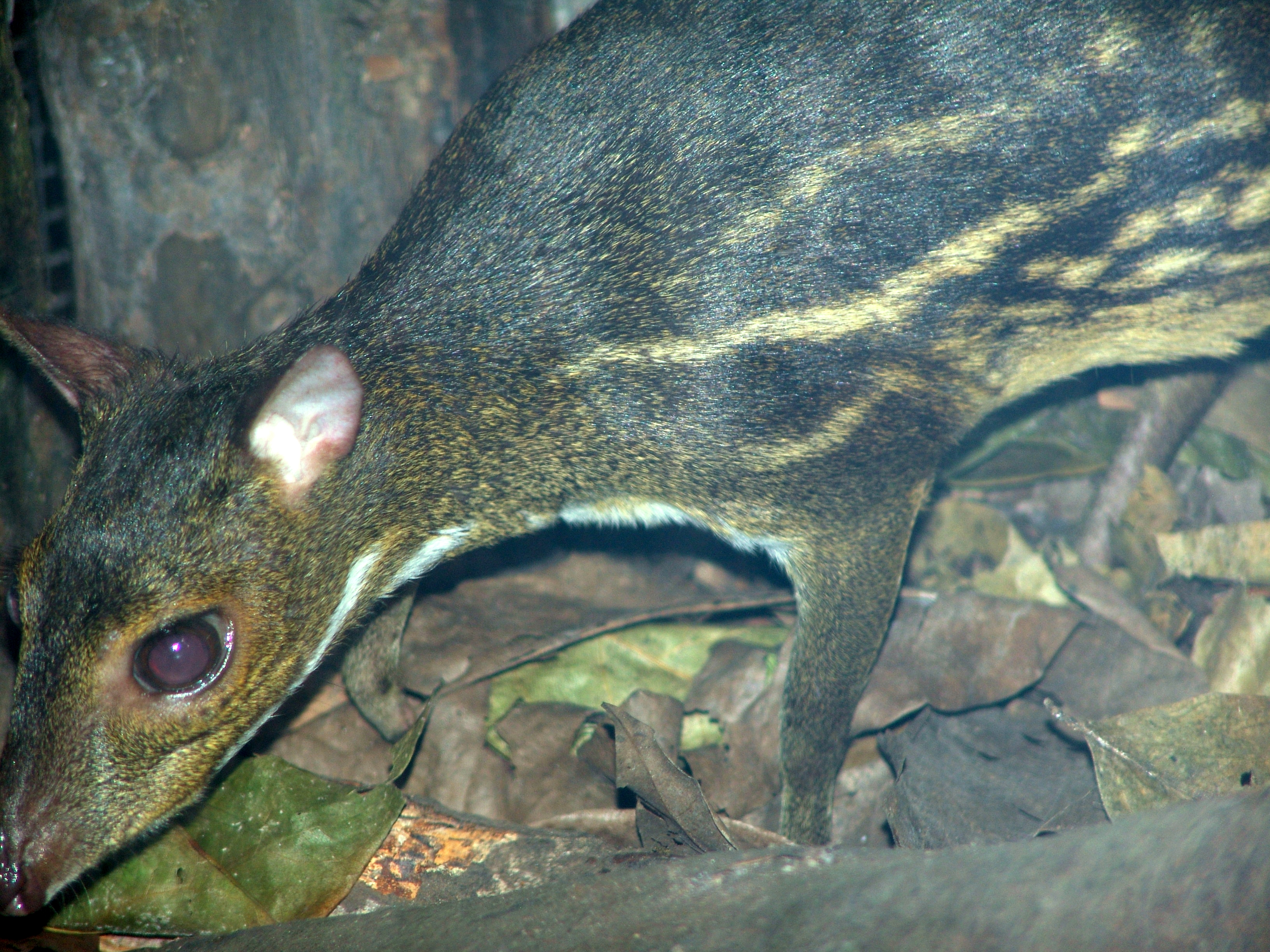
Moschiola indica

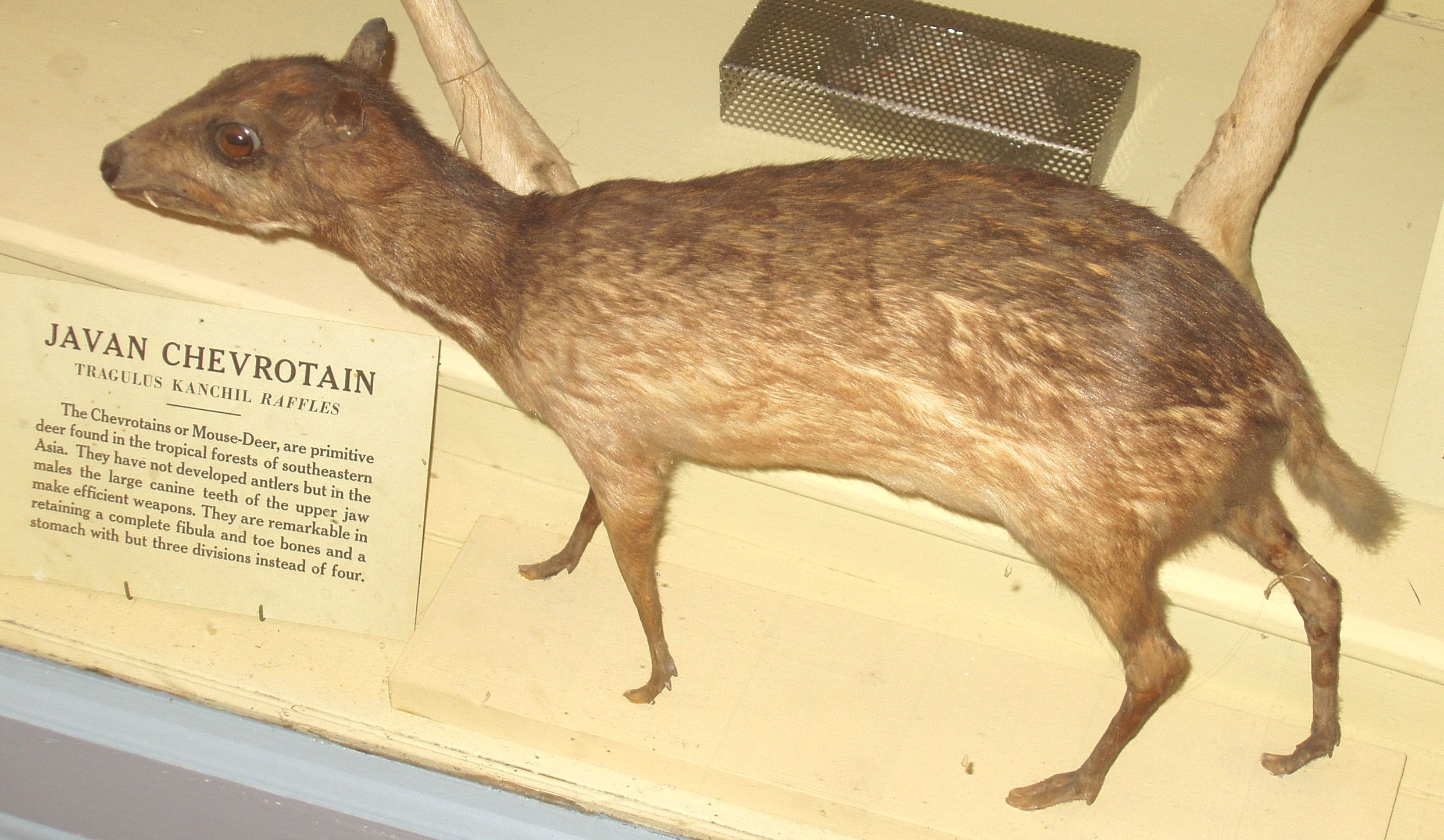
Tragulus sp.

  - Dorcatherium nani, en Europa Central[8]
- Género Dorcabune
  - Dorcabune anthracotherioides en Pakistán
  - Dorcabune nagrii en Pakistán
- Género Afrotragulus; Sánchez, Quiralte, Morales y Pickford, 2010[9]
  - Afrotragulus moruorotensis (anteriormente "Dorcatherium" moruorotensis Pickford, 2001) (Mioceno temprano) en Moruorot, Kenia
  - Afrotragulus parvus (anteriormente "D." parvus Withworth 1958) (Mioceno temprano) en la Isla Rusinga, Kenia
- Género Siamotragulus
  - Siamotragulus sanyathanai Thomas, Ginsburg, Hintong and Suteethorn, 1990 (Mioceno medio) en Lampang, Tailandia
  - Siamotragulus haripounchai Mein and Ginsburg, 1997 (Mioceno) en Lamphun, Tailandia
- Género Yunnanotherium
- Género Archaeotragulus[10]
  - Archaeotragulus krabiensis Metais, Chaimanee, Jaeger y Ducrocq, 2001 (Eoceno tardío) en Krabi, Tailandia

Puede incluir:
- Género Krabitherium
  - Krabitherium waileki Metais, Chaimanee, Jaeger and Ducrocq, 2007 (Eoceno tardío) en Krabi, Tailandia[13]

Hypertragulidae estaba estrechamente emparentada con Tragulidae.